# Жумига Олександр Андрійович
Олександр Андрійович Жумига (нар. 16 серпня 1999, Чернівці, Україна) — український футболіст, півзахисник.

## Клубна кар'єра
Вихованець футбольної школи «Буковина» (Чернівці), перший тренер — Юрій Шелепницький. У чемпіонаті України (ДЮФЛ) виступав за чернівецьку «Буковину». У 2016 році підписав контракт із рідною командою, де спочатку виступав за «Буковину-2» у чемпіонаті Чернівецької області. Наприкінці серпня 2016 року Олександр був заявлений за юнацький склад «Буковини», де став основним гравцем команди. Дебютував за основний склад чернівецької команди 9 липня 2017 року в матчі кубка України проти СК «Дніпро-1», а 15 липня вперше зіграв у чемпіонаті проти ФК «Львова».
З вересня того ж року паралельно знову виступав і за юнацький склад у всеукраїнській лізі юніорів. На початку лютого 2018 року взяв участь у першому розіграші всеукраїнського юнацького турніру «Зимовий кубок ДЮФЛУ (U-19) — 2018». А вже на початку травня того ж року разом із командою достроково здобув путівку у фінальну частину всеукраїнської ліги юніорів — переможці групи 1, де за підсумками став бронзовим призером. 12 квітня 2019 року у виїзному матчі проти житомирського «Полісся» відзначився дебютним голом за основну команду, а 16 серпня того ж року Олександр провів 50-й офіційний матч у «футболці» чернівецької «Буковини».
У зимове міжсезоння (2019/20) припинив співпрацю з рідною командою та став гравцем аматорського клубу УСК «Довбуш» (Чернівці), де головним тренером був добре йому знайомий (за час виступів в «Буковині») Віталій Куниця. Під його керівництвом протягом двох років здобув всі внутрішні титули області та активно виступав у чемпіонаті України серед аматорів. Улітку 2022 року знову став гравцем «Буковини», проте вже в зимове міжсезоння покинув команду.
З літа 2023 року виступає за команду «Дністер» (Заліщики), яка є учасником вищої ліги чемпіонату Тернопільської області.

## Статистика
Станом на 1 грудня 2022 року
| Сезон     | Команда               | Чемпіонат         | Чемпіонат | Чемпіонат | Кубок        | Кубок | Кубок |
| Сезон     | Команда               | Змаг.             | Матчі     | Голи      | Змаг.        | Матчі | Голи  |
| --------- | --------------------- | ----------------- | --------- | --------- | ------------ | ----- | ----- |
| 2016—2017 | «Буковина» (Чернівці) | Перша ліга (U-19) | 16        | 1         | —            | —     | —     |
| 2017—2018 | «Буковина» (Чернівці) | Перша ліга (U-19) | 15        | 8         | Кубок (U-19) | 3     | 3     |
| 2017—2018 | «Буковина» (Чернівці) | Друга ліга        | 19        | 0         | КУ           | 1     | 0     |
| 2018—2019 | «Буковина» (Чернівці) | Друга ліга        | 25        | 1         | КУ           | 1     | 0     |
| 2018—2019 | «Буковина» (Чернівці) | Перша ліга (U-19) | 6         | 3         | —            | —     | —     |
| 2019—2020 | «Буковина» (Чернівці) | Друга ліга        | 19        | 0         | КУ           | 2     | 0     |
| 2022—2023 | «Буковина» (Чернівці) | Перша ліга        | 11        | 0         | —            | —     | —     |

## Досягнення
Чемпіонат України серед юніорських складів
- Бронзовий призер (1): 2017/18

Аматорський рівень
- Чемпіон Чернівецької області (2): 2020, 2021
- Володар Кубка Чернівецької області (1): 2021
- Володар Суперкубка Чернівецької області (1): 2021